# Nationaal park Ikara-Flinders Ranges
Het Nationaal park Ikara-Flinders Ranges (Engels: Ikara-Flinders Ranges National Park) ligt in de Australische deelstaat Zuid-Australië. Het nationale park is vernoemd naar Matthew Flinders (1774–1814), de kapitein van de Royal Navy die grote delen van zuidelijk Australië heeft verkend.

## Algemeen
Ikara-Flinders Ranges National Park heeft een oppervlakte 912 km² en het maakt onderdeel uit van het middelgebergte de Flinders Ranges. Het nationale park ligt op de overgang van de South Flinders Ranges en de North Flinders Ranges. Het landschap bestaat voornamelijk uit mulga scrub met de rode gomboom (Eucalyptus camaldulensis) als een van de prominente vertegenwoordigers van de lokale flora.

## Wilpena Pound
Het meest karakteristieke punt in Ikara-Flinders Ranges National Park is de Wilpena Pound, een synform (een sikkelvormige rotsformatie). Saint Mary Peak, met 1170 meter het hoogste punt van de Flinders Ranges, maakt onderdeel uit van de Wilpena Pound.

## Fauna
Ikara-Flinders Ranges National Park is een van de laatste gebieden waar de geelvoetrotskangoeroe (Petrogale xanthopus) nog algemeen voorkomt. Sinds de tijd dat dingo's uit het park zijn verdwenen en er permanente waterputten zijn aangelegd voor vee, zijn de aantallen van de de westelijke grijze reuzenkangoeroe (Macropus fuligonosus), rode reuzenkangoeroe (Osphranter rufus) en de wallaroe (Osphranter robustus) toegenomen. De borstelstaartkangoeroerat (Bettongia penicillata) was lange tijd uitgestorven in dit nationale park, maar deze kleine kangoeroe is aan het begin van de eenentwintigste eeuw geherintroduceerd. Andere opvallende diersoorten in Ikara-Flinders Ranges National Park zijn onder andere de emoe (Dromaieus novaehollandia), de wigstaartarend (Aquila audax) en de Goulds varaan (Varanus gouldii).
Belair · 
Canunda · 
Coffin Bay · 
Coorong · 
Flinders Chase · 
Ikara-Flinders Ranges · 
Gammon Ranges · 
Gawler Ranges · 
Great Australian Bight · 
Innes · 
Lake Eyre · 
Lake Gairdner · 
Lake Torrens · 
Lincoln · 
Mount Remarkable · 
Murray River · 
Naracoorte Caves · 
Nullarbor · 
Onkaparinga River · 
Witjira
Nationale parken in: AUS · NSW · NT · QLD · SA · TAS · VIC · WA